# Kanye West
Ye (Atlanta, Georgia, 8. lipnja 1977., rođen kao Kanye Omari West), bolje poznat kao Kanye West (izgovor: /ˈkɑːnjeɪ/), američki je reper, pjevač, tekstopisac, glazbeni producent, redatelj glazbenih spotova, filmski redatelj i modni dizajner. Jedan je od najpoznatijih glazbenika svoje generacije zbog svoje suvremene produkcije, ali i ekscentrične ličnosti koja često zasjeni njegovu umjetnost. 
Svoju glazbenu karijeru započeo je 1996. godine kada je počeo surađivati s mnogim reperima iz Chicaga. Prvi puta je značajno opažen 2000. godine kada je bio producent u diskografskoj kući Roc-A-Fella Records. Prvo značajno djelo na kojem je bio producent je album The Blueprint, repera Jay Z-ja. Njegov stil produciranja je korištenje vokalnih uzoraka iz soul pjesama, popraćenih bubnjevima i sličnim instrumentima. Međutim, njegova kasnija produkcija se širila i na druge žanrove, kao što su R&B iz 1970-ih, trip hop, rock, synthpop, folk i klasična glazba. Proveo je gotovo cijelu karijeru pod ugovorom diskografske kuće Def Jam Recordings, a suradnju su prekinuli u listopadu 2022. nakon niza Westovih kontroverznih ispada te godine. West također ima svoju nezavisnu diskografsku kuću GOOD Music kojoj je Def Jam služio kao distributer. Neki od poznatijih izvođača koji imaju potpisani ugovor s GOOD Music su John Legend, Common, Kid Cudi i Big Sean.
Kanye West je svoj debitantski album The College Dropout objavio 2004. godine. Drugi studijski album Late Registration objavio je odmah sljedeće godine. Dvije godine kasnije objavio je treći album Graduation. Westova maskota i zaštitni znak u početku je bio "Dropout Bear", medo koji se pojavio na naslovnicama njegova prva tri albuma. Još se pojavljivao na mnogim naslovnicama za singlove, te u glazbenim spotovima. Četvrti album 808s & Heartbreak objavio je 2008. godine, a svoj peti studijski album My Beautiful Dark Twisted Fantasy objavio je 2010. godine. Godine 2011. objavio je album Watch the Throne zajedno s Jay Z-jem. Albumom Yeezus iz 2013. West je ponovno promijenio svoj zvuk, te je u tom stilu nastavio s albumom The Life of Pablo iz 2016. U narednim godinama objavio je samostalne albume Ye (2018.), Jesus is King (2019.) i Donda (2021.), ali i kolaborativne albume Kids See Ghosts (2018.), Vultures 1 (2024.) i Vultures 2 (2024.). 
Svi njegovi samostalni albumi bili su komercijalno uspješni i zaradili su platinastu certifikaciju u Sjedinjenim Američkim Državama (izuzev Jesus is King), te su primili brojne nagrade i pohvalne kritike. Od ukupno deset samostalnih, samo debitantski The College Dropout nije došao do vrha ljestvice Billboard 200.
Od srpnja 2011. godine, West je zabilježio pet pjesama kojima je prodaja prešla tri milijuna. To su "Gold Digger" s prodanih 3.086.000, "Stronger" s prodanih 4.402.000, "Heartless" s prodanih 3.742.000, "E.T." s prodanih 4.000.000 i "Love Lockdown" s prodanih 3.000.000 primjeraka. S tim uspjehom je treći na svijetu u prošlom desetljeću. Prodao je više od 30 milijuna pjesama u Sjedinjenim Američkim Državama, čime je postao jedan on najprodavanijih glazbenika svih vremena. On je također jedan od najnagrađenijih umjetnika svih vremena.

## Raniji život
Kanye West je rođen pod punim imenom Kanye Omari West, 8. lipnja 1977. godine u Atlanti, Georgiji gdje je živio sa svojim roditeljima. Kada je napunio tri godine, njegovi roditelji su se rastavili, te su se kasnije on i majka preselili u Chicago, Illinois. Njegov otac Ray West, bivši član stranke crnih pantera, bio je jedan od prvih afroameričkih fotoreportera za novine The Atlanta Journal-Constitution.
Westova majka, Dr. Donda West, bila je profesorica engleskog jezika na sveučilištu Clark Atlanta i predsjednica odjela za engleski na sveučilištu Chicago State. Prije nego što je otišla u mirovinu, bila je Westova menadžerica. Kanye je odrastao u srednjoj klasi, te je pohađao srednju školu Polaris u prigradskom naselju Oak Lawn. U srednjoj školi imao je odlične i vrlo dobre ocjene. Poslije toga se preselio u Chicago, Illinois. Tamo je upisao Chicago State University, ali ga je napustio kako bi se počeo ozbiljnije baviti glazbenom karijerom.

## Karijera

### 1996. – 2002.: Rani rad iRoc-A-Fella
West je započeo svoju rani produkcijsku karijeru sredinom 1990-ih, stvarajući beatove uglavnom za lokalne umjetnike u području Chicaga. Prve službene producentske zasluge dobio je s devetnaest godina, kad je producirao osam pjesama na albumu Down to Earth iz 1996. godine, prvijencu underground repera Grav-a iz Chicaga. Godine 1998., West je postao prvi producent koji je potpisan za management-produkcijsku tvrtku Hip Hop Since 1978, koju su osnovali Gee Roberson i Kyambo "Hip-Hop" Joshua. Tada je West djelovao kao ghost producent za Deric "D-Dot" Angelettieja. Zbog svoje povezanosti s Angelettiejem, West nije mogao objaviti solo album, pa je osnovao Go-Getters, hip hop grupu koju su činili on, GLC, Timmy G, Really Doe i Arrowstar. Go-Getters su neovisno izdali svoj prvi i jedini studijski album, World Record Holders, 1999. godine putem Westove tvrtke Konman Productions. West je veći dio kasnih 1990-ih producirao pjesme za nekoliko poznatih izvođača i glazbenih grupa. Producirao je treći singl na drugom studijskom albumu Foxy Brown, Chyna Doll (1999), koji je postao drugi hip-hop album ženske reperice koji je dosegnuo vrh američke ljestvice Billboard 200 nakon izlaska.
Godine 2000., West je počeo producirati za izvođače potpisane za Roc-A-Fella. Često mu se pripisuje zasluga za oživljavanje karijere Jay Z-ja svojim doprinosima na Jay Z-jevom albumu The Blueprint iz 2001. godine. Časopis Rolling Stone ga redovito rangira među najboljim hip-hop albumima, ali i među najboljim albumima svih vremena. Djelujući kao producent unutar Roc-A-Fella, West je producirao pjesme za druge izvođače na labelu, uključujući Beanieja Sigela i Freewaya, ali je također stvarao beatove koji su se koristili za umjetnike na drugim labelima, uključujući Ludacrisa, Aliciu Keys i Janet Jackson. U međuvremenu, West je imao poteškoća u dobivanju ugovora za izdavanje albuma kao reper. Više diskografskih kuća, uključujući Capitol Records, odbile su ga ili ga ignorirale jer nije predstavljao mačo gangstersku sliku koja je bila dominantna u mainstream hip hopu u to vrijeme. Očajnički pokušavajući zadržati Westa da ne pređe na drugu diskografsku kuću, tadašnji šef kuće, Damon Dash, protivno svojoj volji potpisao je Westa za Roc-A-Fella kao izvođača.
West je 2002. godine stradao u prometnoj nesreći, te je pritom slomio čeljust. Taj događaj je nadahnuo Westa da snimi autobiografsku pjesmu "Through the Wire". Pritom mu je čeljust još uvijek bila ožičena, pa je tako pjesma dobila svoj naslov. Pjesma je prvobitno uključena na Westov prvi mixtape Get Well Soon..., koji je izdan u prosincu 2002. Istovremeno, West je najavio da radi na albumu pod nazivom The College Dropout, čija je opća tema bila "donositi vlastite odluke. Neka ti društvo ne kaže, 'Ovo moraš raditi.'"

### 2003. – 2006.:The College DropoutiLate Registration
West je ostatak albuma snimio u Los Angelesu dok se oporavljao od prometne nesreće. Album je procurio mjesecima prije datuma objavljivanja, a West je iskoristio priliku da doradi album prije njegovog objavljivanja; West je dodao nove stihove, aranžmane gudača, gospel horove i poboljšano programiranje bubnjeva. Album je tri puta odgođen od prvobitnog datuma u kolovozu 2003., i konačno je objavljen u veljači 2004. godine, dostigavši drugo mjesto na ljestvici Billboard 200, dok je njegov debi singl, "Through the Wire", dosegnuo 15. mjesto na ljestvici Billboard Hot 100. "Slow Jamz", njegov drugi singl, u izvođenju Twiste i Jamieja Foxxa, postao je prvi broj jedan hit za sva tri izvođača. The College Dropout je dobio gotovo univerzalno priznanje kritičara. Proglašen je najboljim albumom godine od strane dvije velike muzičke publikacije i konstantno se rangira među velikim hip-hop djelima i debitantskim albumima izvođača.
Pjesma "Jesus Walks", četvrti singl sa albuma, dosegnula je top 20 na Billboard pop listama, uprkos predviđanjima izvršnih direktora industrije da pjesma koja tako otvoreno izražava vjeru nikada neće doći na radio. The College Dropout je dobio trostruku platinastu certifikaciju u SAD-u, a Westu je donio 10 nominacija za Grammy nagrade, uključujući Album godine i Najbolji rap album (koji je dobio). U ovom periodu, West je osnovao GOOD Music, diskografsku kuću i menadžment kompaniju koja je okupljala pridružene umjetnike i producente poput No I.D.-ja i Johna Legenda, te producirao singlove za Brandy, Commona, Legenda i Slum Village.
West je uložio 2 milijuna dolara i više od godinu dana vremena da napravi svoj drugi album. Svoju inspiraciju je našao u albumu Roseland NYC Live iz 1998. godine engleske trip hop grupe Portishead, koji je snimljen sa New York Philharmonic Orchestra, West je uključio aranžmane gudača u svoju hip-hop produkciju. Iako West nije mogao priuštiti mnogo živih instrumenata oko vremena svog debitantskog albuma, novac od komercijalnog uspjeha omogućio mu je da angažira gudački orkestar za svoj drugi album Late Registration. West je surađivao sa američkim kompozitorom filmske glazbe Jon Brionom, koji je služio kao ko-izvršni producent albuma za nekoliko numera. Late Registration je samo u SAD-u do kraja 2005. godine prodao preko 2,3 milijuna primjeraka. Industrijski stručnjaci su album proglasili ogromnim uspjehom jesenje sezone, s obzirom na tadašnji trend stalnog pada prodaje CD-ova.
Kada njegova pjesma "Touch the Sky" nije osvojila nagradu za Najbolji video na MTV Europe Music Awards 2006, West je izašao na scenu dok je nagrada bila dodijeljena Justiceu i Simianu za "We Are Your Friends" i tvrdio da je on trebao dobiti nagradu umjesto njih. Stotine vijesti širom svijeta kritizirale su ispad. 7. studenog 2006. godine. West se javno ispričao za ovaj incident tijekom svog nastupa kao predgrupa za U2 na njihovom koncertu u Brisbaneu tijekom turneje Vertigo. Kasnije je ismijao ovaj incident u premijeri 33. sezone Saturday Night Live u rujnu 2007.

### 2007. – 2009.:Graduation,808s & Heartbreaki incident na MTV Video Music Awards
Westov treći studijski album Graduation privukao je pažnju šire javnosti jer je tijekom promocije albuma West bio u javnom sukobu s reperom 50 Centom. Reperi su proglasili rat i natjecali se u tome tko će prodati veći broj primjeraka svojeg nadolazećeg albuma (u slučaju 50 Centa to je bio album Curtis). Tako je 50 Cent jednom prilikom rekao da će prekinuti svoju karijeru ako Kanye pobijedi. U konačnici, Graduation je komercijalno nadmašio album Curtis, debitiravši na prvom mjestu ljestvice Billboard 200 i prodavši 957.000 primjeraka u prvome tjednu. Niz uspjeha nastavio se i s vodećim singlom "Stronger", koji je postigao bolju poziciju od 50 Centovog vodećeg singla "Ayo Technology". Album je podržan svjetskom turnejom "Glow in the Dark".
Smrt njegove majke Donde i kraj zaruka s Alexis Phifer krajem 2007. duboko su ga pogodili, što je potaknulo Westa na izradu novog albuma na kojem će eksperimentirati sa svojim zvukom. Svoj četvrti studijski album, 808s & Heartbreak, najavio je na dodjeli MTV Video Music Awards 2008., gdje je izveo vodeći singl "Love Lockdown". Teme o kojima West govori na albumu su značajno mračnije, osjećajnije i osobnije od prošlih albuma. Djelo je prožeto temama propale ljubavi, oplakivanja majke i o tome kako se teško nosi sa stečenom slavom. Glazbeni stil albuma je također radikalno drugačiji u odnosu na prošla tri. Žanrovski se odmaknuo od tadašnjih obilježja hip-hopa i približio synthpopu upotrebom sintisajzera i ritam mašine Roland TR-808 uz dodatak auto-tunea. Album je, iako inicijalno kritiziran, danas generalno prihvaćen kao jedno od djela koje je imalo najveći utjecaj na kasnije stilove hip-hopa, potičući druge umjetnike da preuzmu kreativnije rizike.
Na dodjeli MTV Video Music Awards 2009., West je prekinuo govor Taylor Swift, tvrdeći da nagradu zaslužuje Beyoncé. Bio je izbačen s priredbe, a kasnije se ispričao javnosti i samoj Swift. Međutim, u intervjuu iz 2010. povukao je svoje prethodne isprike, opisujući incident kao "nesebičan". Zahvaljujući burnoj reakciji javnosti na Twitteru, ovaj incident je oblikovao njihov neprijateljski odnos u narednim godinama.

### 2010. – 2012.:My Beautiful Dark Twisted Fantasy,Watch the Throne, iCruel Summer
Nakon medijskog cirkusa uzrokovanog svojim ispadom, West se izolirao od javnosti odlaskom na Havaje u isti studio u kojem je stvorio 808s & Heartbreak. Tijekom svoje izolacije neprestano je radio na svojem slijedećem albumu. Odlučio je iznajmiti čitav studio na 24 sata svaki dan sve dok ne ustanovi da je album konačno gotov. Često je potajno pozivao razne zvijezde kako bi mu se pridružili u radu i sudjelovali na albumu. Rezultat njihovog rada bio je Westov peti studijski album My Beautiful Dark Twisted Fantasy objavljen u studenom 2010. Album je zvukovno bogat, ponovno je korišteno mnogo sampleova, te je dojam opet bliži albumima koji su prethodili melankoličnom 808s & Heartbreak. Poznat i kao MBDTF, album se generalno smatra kao jednim od, ako ne i najboljim Westovim albumom. Njime se West uspješno vratio na scenu i popravio je svoj dojam u javnosti. Unatoč tome, album nije bio nominiran za Grammyjevu nagradu albuma godine. 
Kao promociju za MBDTF, West je pokrenuo inicijativu GOOD Fridays u kojoj je svakog tjedna besplatno objavio pjesme koje nisu završile na konačnom albumu. Inicijativa je trajala 15 tjedana, te je time ukupno objavljeno 15 pjesama.
Slijedeće godine, West i Jay-Z su objavili kolaborativni album Watch the Throne koji je značajan po tome što se na njemu nalazi popularni singl "Niggas in Paris". Nakon toga, 2012. godine je uslijedio kolaboracijski album Cruel Summer na kojem su pjesme raznih umjetnika koji su potpisali ugovor za Westov GOOD Music. 

## Muzički stil
Westova glazbena karijera obilježena je čestim stilskim promjenama i raznovrsnim glazbenim pristupima. Tijekom vremena istraživao je različite glazbene žanrove, uključujući chamber pop, arena rock, europop, electropop, acid-house, drill, industrialni rap, trap, gospel, kršćanski rap i psihodeličnu glazbu. Od svog debija, West se eksperimentalno bavi progresivnim hip-hopom, zadržavajući pritom pristupačne pop elemente. Njegove rime su opisane kao duhovite, provokativne i artikulirane, sposobne prijeći od oštre kritike do komičnog hvalisanja te introspektivne osjetljivosti. West ističe da želi komunicirati na inkluzivan način kako bi različite grupe ljudi razumjele njegove stihove. 
U ranim godinama karijere, West je pionirao "chipmunk-soul" produkciju tako da je povisio vokale iz soul samplea. Na svom prvom albumu The College Dropout (2004.) postavio je osnove svog stila - kompleksne hip-hop beatove, tematski bogat sadržaj i originalne igre riječi. Nakon teške 2007. godine, West je sa 808s & Heartbreak (2008.) iskazao dublju osjećajnost nego inače i stvorio melankoličniji zvuk korištenjem sintisajzera i auto-tunea, što je potaknulo novi val takve glazbe u narednom desetljeću (primjerice Frank Ocean, Drake i Lil Uzi Vert). 
Uspješnim povratkom na scenu 2010. sa MBDTF, West dobiva vjetar u leđa i kroz vrijeme razvija ego, što doprinosi njegovom jačem i agresivnijem zvuku na albumima kao što su Yeezus (2013.) i The Life of Pablo (2016.) gdje nastavlja eksperimentirati dodavanjem teškog industrijskog zvuka. Planirao je nastaviti u tome stilu s albumom Yandhi koji je najavio 2018., no u konačnici je otkazao objavu albuma i kasnije ga prilagodio u Jesus is King (2019.), gdje je dodao elemente gospela i promijenio tekstove pjesama da odgovaraju religioznom ugođaju. Religiozni motivi, kao i preostale neiskorištene pjesme s Yandhija, nastavljaju se pojavljivati i na albumu Donda (2021.), gdje je West također počeo eksperimentirati i s drillom u nastojanju da se prilagodi novim trendovima.

## Drugi poduhvati

### Moda
U ranim fazama karijere, West je pokazao svoj interes za modu te izrazio želju za radom u dizajnu odjeće. Lansirao je vlastitu liniju odjeće 2006. godine, koju je razvijao sljedeće četiri godine prije nego što je ukinuta 2009. Započeo je suradnju na tenisicama 2007., a 2009. godine surađivao je s Nikeom na vlastitom modelu Air Yeezys, postavši prvom javnom ličnosti koja nije profesionalni sportaš s ugovorom za tenisice s tom tvrtkom. West je također dizajnirao obuću za brendove poput Louis Vuittona i Giuseppea Zanottija.
Osim toga, West je stekao iskustvo u Fendiju u Rimu 2009. godine, doprinoseći idejama za mušku kolekciju. Surađivao je s M/M Paris na svilenim maramama s umjetničkim radovima iz albuma My Beautiful Dark Twisted Fantasy 2011. godine, a iste godine predstavio je svoj ženski modni brend na Pariškom tjednu mode. 
Godine 2013. započeo je suradnju s Adidasom nakon što je prekinuo odnos s Nikeom, koji mu je odbio isplatiti njegov udio dobiti. Prva tenisica u ovoj suradnji, Yeezy Boost 750, puštena je u prodaju 2015. godine, a nedugo nakon toga iste godine i mnogo poznatiji Yeezy 350. Adidas je 2019. priopćio kako su prodaje Yeezy tenisica dosegle iznos veći od milijardu dolara. Uz velike uspjehe u suradnji s Adidasom, West je najavio i suradnju s GAP-om 2021. godine, no u listopadu 2022. došlo je do prekida oba ugovora zbog tadašnjih Westovih kontroverznih javnih ispada.

### Poslovni pothvati
West je osnovao diskografsku kuću GOOD Music 2004. godine u suradnji s Sony BMG nakon izlaska debitantskog albuma "The College Dropout". Label je bio dom umjetnika poput Westa, Big Seana, Pusha T, Teyane Taylor, Yasiina Beja / Mos Defa, D'banja i Johna Legenda, te producenata poput Hudson Mohawkea, Q-Tipa, Travisa Scotta, No I.D.-a, Jeffa Bhaskera i S1. GOOD Music je objavio deset albuma certificiranih zlatom ili više od strane RIAA. U studenom 2015., West je imenovao Pusha T novim predsjednikom GOOD Music-a.
U kolovozu 2008., West je najavio plan otvaranja 10 restorana Fatburgera u Chicagu. Do 2009. otvorena su samo dva mjesta. U veljači 2011., West je zatvorio Fatburger u Orland Parku.
U siječnju 2012., West je osnovao kreativnu tvrtku Donda, nazvanu prema svojoj preminuloj majci, s ciljem stvaranja proizvoda i iskustava. West je također najavio pokretanje arhitektonske tvrtke Yeezy Home u svibnju 2018.
U ožujku 2015., West postaje suvlasnik streaming usluge Tidal zajedno s drugim glazbenicima. 
U listopadu 2022., povodom blokiranja njegovih korisničkih računa na mrežama Instagram i Twitter, West je najavio načelni sporazum o preuzimanju društvene mreže Parler, no dogovor je raskinut sredinom studenog.

### Filantropija
West je zajedno sa svojom majkom osnovao Zakladu Kanye West u Chicagu 2003. godine s misijom borbe protiv visokih stopa odustajanja od škole i nepismenosti, surađujući s organizacijama zajednice kako bi omogućio pristup glazbenom obrazovanju siromašnoj mladeži. Godine 2007., West i Zaklada su se udružili s organizacijom Strong American Schools u sklopu kampanje "Ed in '08". Kao glasnogovornik kampanje, West se pojavljivao u seriji PSA za organizaciju i organizirao inauguracijski dobrotvorni koncert u kolovozu iste godine. Godine 2008., nakon smrti Westove majke, zaklada je preimenovana u Zakladu dr. Donda West. Zaklada je prestala s radom 2011. godine. Godine 2013., Kanye West i prijatelj Rhymefest osnovali su Donda's House, Inc., program usmjeren na pomoć ugroženoj mladeži u Chicagu.
West je doprinio pomoći tijekom uragana 2005. godine sudjelovanjem na koncertu za pomoć nakon uragana Katrina koji je opustošio crnačke zajednice u New Orleansu, i 2012. godine kada je nastupao na koncertu za pomoć nakon uragana Sandy. U siječnju 2019., West je donirao 10 milijuna dolara za dovršetak Roden Cratera američkog umjetnika Jamesa Turrella. U lipnju 2020., nakon ubojstva Georgea Floyda i slijedećih prosvjeda, donirao je 2 milijuna dolara obitelji Floyda i drugim žrtvama brutalnosti policije, Ahmaudu Arberyu i Breonni Taylor. Donacija je pokrila pravne troškove obitelji Arbery i Taylor, te je uspostavljena štednja za fakultetsko školovanje Floydove kćeri.

### Gluma i filmsko stvaralaštvo
West se pojavio u manjim ulogama kao sam sebe u filmovima State Property 2 (2005.) i The Love Guru (2008.), te u jednoj epizodi televizijske emisije Entourage 2007. godine. West je posudio glas "Kennyju Westu", reperu, u animiranoj humorističnoj seriji The Cleveland Show. Godine 2009., glumio je u kratkometražnom filmu We Were Once a Fairytale (2009.), koji je režirao Spike Jonze, igrajući sebe dok se ponaša agresivno dok je pijan u noćnom klubu. West je napisao, režirao i glumio u mjuziklalnom kratkometražnom filmu Runaway (2010.), koji uvelike koristi glazbu s albuma My Beautiful Dark Twisted Fantasy. Film prikazuje odnos između muškarca, kojeg tumači West, i polu-žene, polu-feniksa.
Godine 2012., West je napisao i režirao još jedan kratki film pod nazivom Cruel Summer, koji je premijerno prikazan na filmskom festivalu u Cannesu 2012. godine u paviljonu u obliku piramide s sedam ekrana izgrađenih za film. Film je bio inspiriran kompilacijskim albumom istog imena. West je imao cameo ulogu u komediji Anchorman 2: The Legend Continues (2013.) kao predstavnik MTV News u sceni tuče filma. U rujnu 2018., West je najavio osnivanje filmske produkcijske tvrtke pod imenom Half Beast, LLC. 
Westovi prijatelji iz ranih dana, Coodie Simmons i Chike Ozah, kamerom su zabilježili ključne trenutke s početka njegove karijere. Kako je West postao slavan i pun sebe došlo je do prekida odnosa, no nakon nekoliko godina ponovno stupaju u kontakt i nastavljaju snimanje materijala u vremenu kada je West prolazio kroz težak period života. Netflix je za 30 milijuna dolara kupio prava na dokumentarac i film je najavljen 2021. godine. Nazvan Jeen-Yuhs, film je objavljen na Netflixu početkom 2022. u tri nastavka.

## Kontroverze
West je poznat i po kontroverzama, kao što je incident za vrijeme TV-prijenosa dobrotvornog koncerta za pomoć žrtvama uragana Katrina, kada je umjesto pripremljenog teksta publici rekao da "George Bush ne brine o crncima".
Nešto poznatiji incident dogodio se 13. rujna 2009. godine na dodjeli MTV-jevih nagrada MTV Video Music Awards kada je, nakon što je Taylor Swift dobila nagradu za najbolji ženski spot za pjesmu "You Belong with Me", West došao na pozornicu i uzeo joj mikrofon iz ruke te rekao da je Beyoncéin spot za pjesmu "Single Ladies (Put a Ring on It)", koji je bio nominiran za istu nagradu, "jedan od najboljih videa svih vremena". Iako su se u narednih nekoliko godina pomirili, West je ponovno inicirao neprijateljski odnos kada je u pjesmi "Famous" s albuma The Life of Pablo (2016.) izjavio kako je on tim incidentom stvorio njezinu karijeru.

## Diskografija
| - The College Dropout (2004.) - Late Registration (2005.) - Graduation (2007.) - 808s & Heartbreak (2008.) - My Beautiful Dark Twisted Fantasy (2010.) - Yeezus (2013.) - The Life of Pablo (2016.) - Ye (2018.) - Jesus Is King (2019.) - Donda (2021.) | - Watch the Throne (2011.) - Cruel Summer (2012.) - Kids See Ghosts (2018.) - Vultures 1 (2024.) - Vultures 2 (2024.) |

## Videografija
- The College Dropout Video Anthology (2005.)
- Late Orchestration (2006.)
- VH1 Storytellers (2010.)

## Filmografija
- We Were Once a Fairytale (2009.)
- Runaway (2010.)
- Cruel Summer (2012.)
- Keeping Up with the Kardashians (2012.)

## Vanjske poveznice
- Službena stranica  Arhivirana inačica izvorne stranice od 2. srpnja 2012. (Wayback Machine)
- Kanye West na Allmusicu
- Kanye West na Discogsu
- Kanye West na Billboardu
- Kanye West  Arhivirana inačica izvorne stranice od 10. studenoga 2012. (Wayback Machine) na MTV
- Kanye West na Internet Movie Databaseu